# Tropski ciklon
Trópski ciklón (tudi tajfún (Tihi ocean), hurikán (Srednja Amerika) - imenovan po bogu vetra, nevihte in ognja Hurakanu (v slovanskih jezikih tudi uragan), ciklon (Indijski ocean), Willy-Willies (Avstralija) ali orkán) je v meteorologiji viharni pojav v Zemljinem ozračju. Tropski ciklon je področje skrajno nizkega zračnega pritiska, ki v splošnem nastane med toplimi tropskimi oceani. Ne smemo jih zamenjevati z »običajnimi« cikloni iz zmernih geografskih širin.

Tropski cikloni so velikanski zračni vrtinci. Gre torej za vrtečo se površino oblakov in vetrov z močno nevihtno dejavnostjo.  
Nastajajo nad oceani in morji (lahko preide tudi na kopno, in takrat povzroči zelo veliko škodo).  
Njihov premer lahko preseže 500 km. Glavna pogonska sila tropskega ciklona je sprostitev izparilne toplote iz vode, ki kondenzira na velikih nadmorskih višinah. Zaradi tega si lahko tropski ciklon predstavljamo kot velikanski navpični toplotni stroj. Zrak se giblje navzgor, zato se pri tleh steka. Njihove glavne značilnosti so skrajni nizek zračni tlak, močni vetrovi (pihajo v obliki spirale) in zelo izdatne padavine. V nasprotju s cikloni zmernih georgrafskih širin se pomikajo proti zahodu, in to po precej nepredvidljivih poteh. Na severni polobli namreč pogosto zavijejo proti severu. Pojavljajo se samo pozno poleti in pozimi, ko so temperature morja najvišje. Ko enkrat nastanejo, se najprej povečujejo, nato pa zmanjšujejo. Običijano jim začne moč usihati, ko pridejo nad kopno. Zaradi padavin se sproščajo velike količine latentne toplote (v enem dnevu se lahko sprosti tako velika energija, ki ustreza 500.000 atomskim bombam, vrženih na Hirošimo). Ena od posebnih značilnosti je oko ciklona, ki se razvije tedaj, ko ciklon doseže stopnjo zrelosti. To je območje spuščajočega se zraka na sredini ciklona s premerom do 50 km, kjer je nebo jasno, okoli pa divjajo strašni vetrovi. Tropski cikloni s svojo neizmerno rušilno močjo povzročajo povsod na svoji poti strahotno škodo in spadajo med največje naravne katastrofe na zemlji. 